# Півнева Гора
Пі́внева Го́ра — село в Україні, у Ізяславській міській громаді Шепетівського району Хмельницької області. Засноване 1603 року.

## Географія
Село розташоване в північно-західній частині громади, в лісистій місцевості, на березі водойми Хмельницької АЕС. За чотири кілометри на північний схід від села розташована Хмельницька АЕС, за шість кілометрів на північний захід — місто Острог.

## Історія
У 1906 році хутір Плужанської волості Острозького повіту Волинської губернії. Відстань від повітового міста 4 верст, від волості 14. Дворів 2, мешканців 10.
7 (20) листопада 1917 року, відповідно до Третього Універсалу Української Центральної Ради, увійшло до складу Української Народної Республіки.
12 червня 2020 року, відповідно до розпорядження Кабінету Міністрів України № 727-р «Про визначення адміністративних центрів та затвердження територій територіальних громад Хмельницької області», увійшло до складу Ізяславської міської територіальної громади.
19 липня 2020 року, в результаті адміністративно-територіальної реформи та ліквідації Ізяславського району, село увійшло до складу новоутвореного Шепетівського району

## Символіка
Затверджена 6 жовтня 2015 р. рішенням № 4 XLIV сесії сільської ради VI скликання. Герб є промовистим.

### Герб
На червоному щиті з золотою соснопагоноподібною главою і срібною хвилястою базою, срібний круг, на якому півень червоної барви. Щит вписаний в золотий декоративний картуш і увінчаний золотою сільською короною. Внизу картуша напис «ПІВНЕВА ГОРА» і дата «1603».
Півень на срібному колі — символ розписної тарелі і походження назви села. Сосновопагоноподібна глава — знак розташування села серед густих лісів, хвиляста база — Нетішинське море. Корона означає статус поселення.

### Прапор
На квадратному червоному полотнищі від нижніх кутів до середини відходить білий трикутник.